# Pierre Michel
Pierre Michel (født 11. juni 1942) er en litteratur professor og en lærd med speciale i den franske forfatter Octave Mirbeau.
Michel blev født i Toulon, søn af historikeren Henri Michel.
Efter at forsvare sin afhandling om værker af Octave Mirbeau ved universitetet i Angers i 1992, grundlagde Michel et år senere, ”Société Octave Mirbeau”, en litterær samfund han er i øjeblikket formand. Han er også grundlægger og chefredaktør af Cahiers Octave Mirbeau (1993).
En biograf og myndighed Mirbeau's arbejde, har Michel offentliggjort kritiske udgaver af alle hans arbejde: romaner, skuespil, artikler og korrespondance.
Pierre Michel fik Sévigné prisen i oktober 2003 for sin udgave af første bind af Mirbeau's Correspondance générale.

## Værker
- Octave Mirbeau, l'imprécateur au cœur fidèle, biographie, Paris : Séguier (1990). ISBN 978-2-87736-162-0
- Alice Regnault, épouse Mirbeau : ”le sourire affolant de l'éternelle jeunesse” Reims : À l'écart (1994).
- Les Combats d’Octave Mirbeau (1995).
- Lucidité, désespoir et écriture (2001).
- Jean-Paul Sartre et Octave Mirbeau (2005).
- Albert Camus et Octave Mirbeau (2005).
- Octave Mirbeau et le roman (2005).
- Bibliographie d’Octave Mirbeau (2008).
- Les Articles d'Octave Mirbeau (2009).
- Dictionnaire Octave Mirbeau Arkiveret 3. februar 2012 hos  Wayback Machine, L'Âge d'Homme, 2011, 1195 s.